# Тимотео, Мозе
Мозе Аларик Тимотео (англ. Mose Alaric Timoteo, родился 7 сентября 1976 года в Паго-Паго) — американский регбист, выступавший на позиции скрам-хава. В настоящее время — тренер защитников и нападающих клуба «Американ Рэпторс».

## Биография

### Клубная карьера
Выступал за клубы «Хэйуорд Гриффинс», «Сан-Франциско Голден Гейт» и «Глендейл Рэпторс», с которыми выиграл национальный чемпионат США. В частности, в 2000 году вышел в финал первого дивизиона с «Гриффинс», три года подряд выходил в финал Суперлиги с «Голден Гейт», выиграв дважды. Также в 1998 году выиграл чемпионат США по регби-7.
В 2016 году был в составе «Денвер Стэмпид», с которым выиграл чемпионат Регби ПРО.

### Карьера в сборной
За сборную США дебютировал 7 июля 2000 года в Нукуалофа матчем против Тонги. Участник чемпионата мира 2003 года, сыграл там один матч 31 октября против Франции. Последнюю игру провёл 23 июня 2012 года против Италии в Хьюстоне. Всего сыграл 32 матча, набрал 15 очков. Из-за крайне высокой конкуренции на позиции скрам-хава не закрепился в сборной.
Также Тимотео сыграл 30 матчей за сборную США по регби-7 в Мировой серии, набрав 94 очка (14 попыток и 12 реализаций). Выступал в её составе на чемпионатах мира по регби-7 в 2001 и 2005 годах.

### Стиль игры
Тимотео мог играть на позиции скрам-хава, винга и фулбэка: успех команд в некоторых матчах зависел именно от его игры.

### Тренерская карьера
Тренерскую карьеру Тимотео начал в 2011 году с команды университета Санта-Клара, позже став тренером женской команды по регби-7 при клубе «Сан-Франциско Голден Гейт». Он продолжил работу в качестве помощника тренера «Хэйуорд Гриффинс», затем работал с клубом «Глендейл Мерлинс». В 2018 году стал тренером команды университета штата Колорадо, работая также тренером команды школы Реджис. Позже занял пост тренера защитников юниорского состава «Хэйуорд Гриффинс».